# Mons, Var
Mons är en kommun i departementet Var i regionen Provence-Alpes-Côte d'Azur i sydöstra Frankrike. Kommunen ligger i kantonen Fayence som tillhör arrondissementet Draguignan. År 2022 hade Mons 873 invånare.

## Befolkningsutveckling
Antalet invånare i kommunen Mons
| Referens: INSEE |